# Bromberg
Bromberg osztrák mezőváros Alsó-Ausztria Bécsújhelyvidéki járásában. 2020 januárjában 1178 lakosa volt.

## Elhelyezkedése

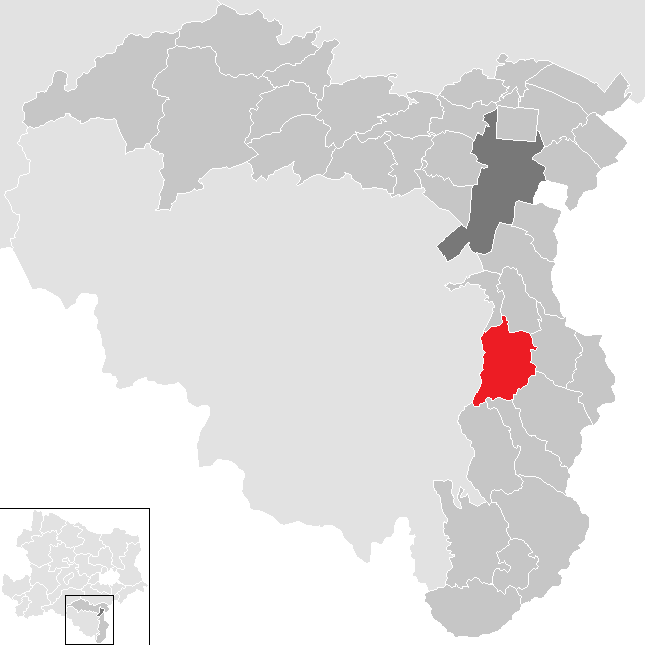
Bromberg a Bécsújhelyvidéki járásban

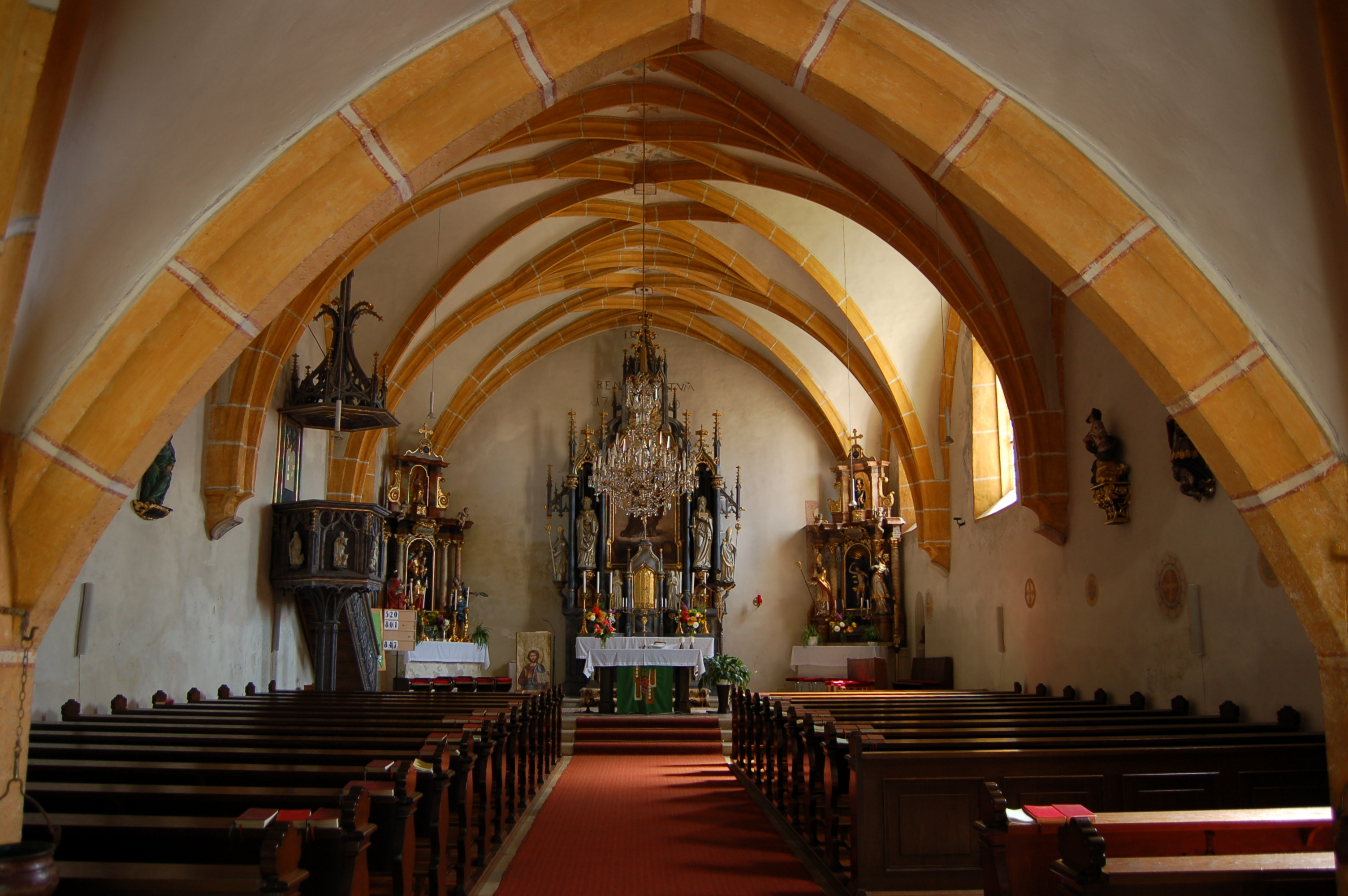
A templom belső tere

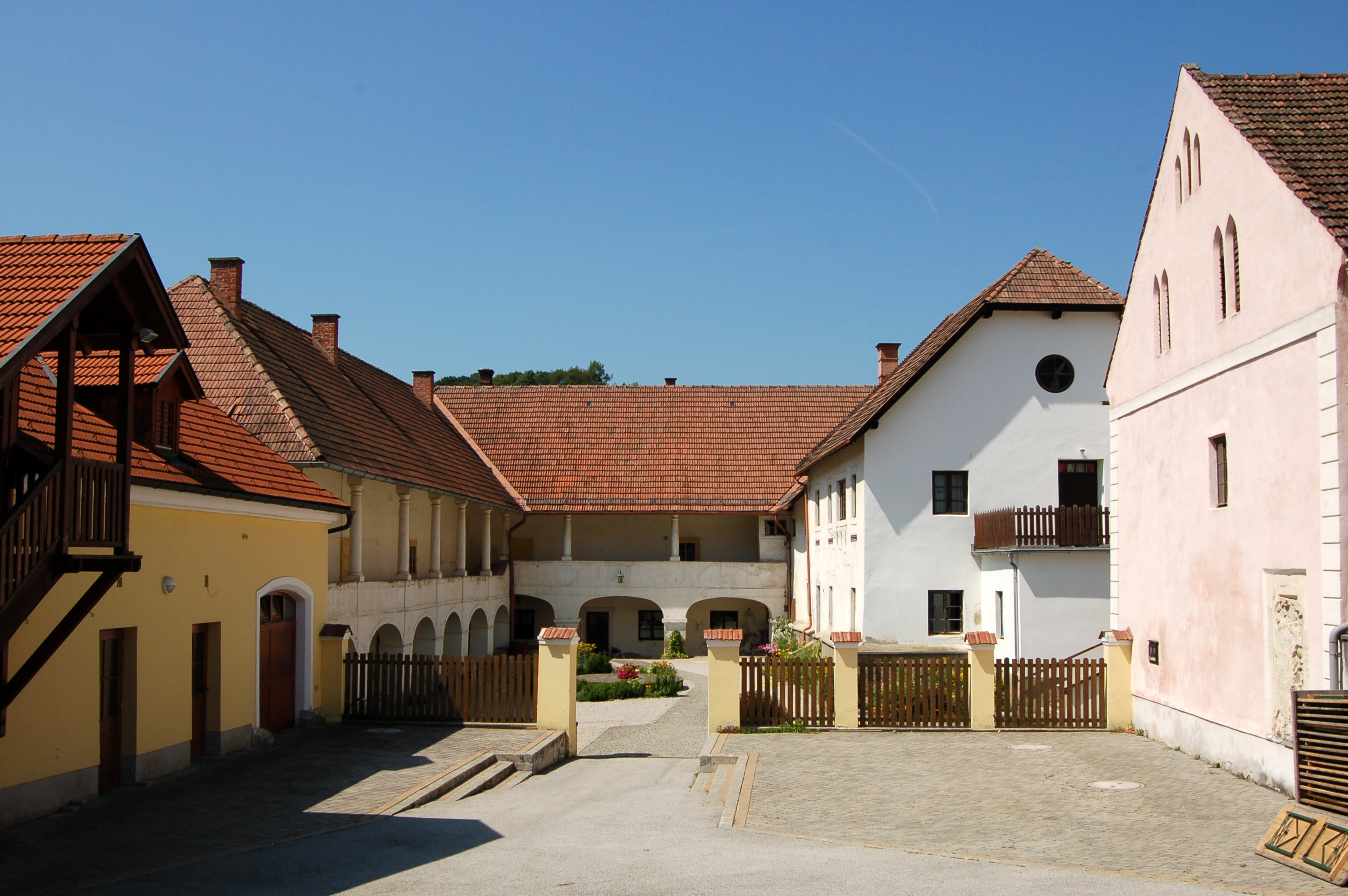
A dominikánus udvar

Bromberg a tartomány Industrieviertel régiójában fekszik a Bucklige Welt dombságon, a Schlattenbach patak mentén. Területének 43,4%-a erdő. Az önkormányzat 4 településrészt és falut egyesít: Breitenbuch (53 lakos 2020-ban), Bromberg (305), Schlag (37) és Schlatten (783).
A környező önkormányzatok: északra Bad Erlach és Walpersbach, keletre Hochwolkersdorf, délkeletre Wiesmath, délre Hollenthon és Lichtenegg, nyugatra Scheiblingkirchen-Thernberg.

## Története
A Bromberg területén lévő erdős dombságot Nagy Károly idején kezdte el betelepíteni a salzburgi érsek és a passaui püspök; 775-ben misszionáriusokat is küldtek ide. A korai falvakat a kalandozó magyarok elpusztították. A következő telepítést a reichersbergi apátság végezte valamikor 955 után. A templom tornya állítólag 1000 körül épült. Bromberg (mint Pramberch) első említése 1144-ből származik, amikor a salzburgi érsek lemondott az egyházi tizedről az apátság javára. A brombergi egyházközség eredetileg jóval nagyobb területet fedett le, elért a magyar (ma burgenlandi) határig és átnyúlt Stájerországba. Mai méretére 1784-ben csökkent.
1242-ben a Magyarországra támadó tatárok a határmenti Bromberget is kifosztották. 1250 körül a Schlatt család épített várat a Schlattenbach völgyében, amelyet a család 1350-es kihalása után a Weißeneckerek, majd a közeli Kirchschlag urai, a Pottendorfok örököltek. Az 1480-as években Mátyás magyar király hadai lerombolták a várat. A 16-17. században a törökök, a 18. század elején Rákóczi kurucai fosztották ki a falut. 1713-ban pestis követelt számos áldozatot. A napóleoni háborúkban (pl. 1810-ben) francia katonák rekviráltak a brombergi lakosoktól.
A mai község legnagyobb települése, Schlatten 1846-ban kapott vásártartási jogokat és az 1854-ben megalakult községi önkormányzat is az ő nevét viselte. Az első világháborúban 61-en estek el a községből, míg a második világháború 131 áldozatot követelt és 1945 húsvétján, a Vörös Hadsereg bevonulása után a fél falu leégett (beleértve a plébániát is). 1973-ban a község felvette Bromberg nevet, 1985-ben pedig a tartományi kormányzat mezővárosi rangra emelte.      

## Lakosság
A brombergi önkormányzat területén 2020 januárjában 1178 fő élt. A lakosságszám 1991 óta 1200 körüli értéken stagnál. 2018-ban az ittlakók 94,4%-a volt osztrák állampolgár; a külföldiek közül 1,4% a régi (2004 előtti), 3% az új EU-tagállamokból érkezett. 0,2% a volt Jugoszlávia (Szlovénia és Horvátország nélkül) vagy Törökország, 1,1% egyéb országok polgára volt. 2001-ben a lakosok 95,9%-a római katolikusnak, 1,8% pedig felekezeten kívülinek vallotta magát. Ugyanekkor egy magyar élt a mezővárosban.
A népesség változása:

| 2016 | 1 242 |
| 2018 | 1 232 |

## Látnivalók
- a Szt. Lambert-plébániatemplom
- a reichersbergi apátság volt dominikánus udvara
- a brombergi boszorkányösvény, az 1671-ben megégetett Afra Schickh emlékére

## Testvértelepülések
- Sengwarden (a németországi Wilhelmshaven városrésze)

## Fordítás
- Ez a szócikk részben vagy egészben  a   Bromberg (Niederösterreich) című német Wikipédia-szócikk ezen változatának fordításán alapul.  Az eredeti cikk szerkesztőit annak laptörténete sorolja fel. Ez a jelzés csupán a megfogalmazás eredetét és a szerzői jogokat jelzi, nem szolgál a cikkben szereplő információk forrásmegjelöléseként.